# Wei (astronomie chinoise - Ari)
Pour les articles homonymes, voir Wei.
Wei (chinois : 胃宿, pinyin : wèi xiù) est une loge lunaire de l'astronomie chinoise. Son étoile référente (c'est-à-dire celle qui délimite la frontière occidentale de la loge) est 35 Arietis. La loge occupe une largeur approximative de 14 degrés. L'astérisme associé à la loge contient, outre cette étoile, deux autres étoiles. En astrologie chinoise, cette loge est associée au groupe du tigre blanc de l'ouest.
Note : deux autres loges possèdent le nom Wei. Il s'agit d'une francisation identique de trois caractères chinois différents. Voir Wei (astronomie).

## Source
- (en) Francis Richard Stephenson et David A. Green, Historical supernovae and their remnants, Oxford, Oxford University Press, 2002, 252 p. (ISBN 0198507666), page 18.